# The Boswell Sisters
The Boswell Sisters è stato un trio vocale femminile statunitense originario della Louisiana, attivo negli anni trenta. Ne facevano parte le sorelle Martha (9 giugno 1905 – 2 luglio 1958), Constance detta "Connee" (poi Connie, 3 dicembre 1907 – 11 ottobre 1976) ed Helvetia "Vet" Boswell (20 maggio 1911 – 12 novembre, 1988).
Sono ricordate per le loro elaborate armonie vocali e per la sperimentazione ritmica che portarono avanti. Ebbero notorietà essenzialmente negli Stati Uniti. Il loro stile è stato ripreso negli anni successivi da diversi girl group fra cui le Andrews Sisters, il trio Lescano e, in epoca molto più recente, dalle italiane Sorelle Marinetti.
Nel 1998 sono state inscritte nella Vocal Group Hall of Fame. Dieci anni dopo sono state poi inserite nella Louisiana Music Hall of Fame.

## Storia

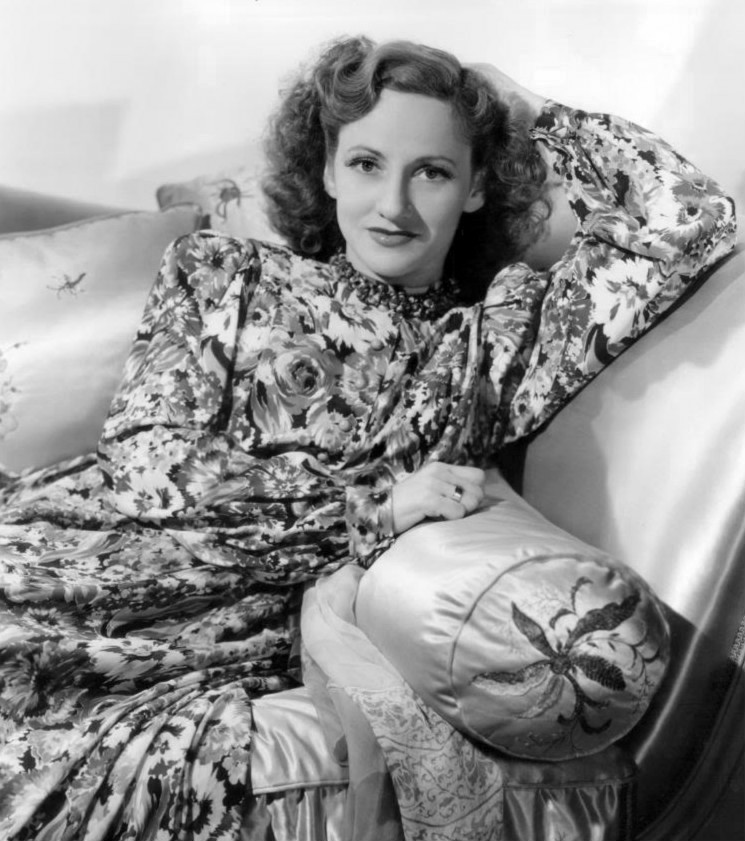
Connee Boswell (1941)

Le Boswell Sisters crebbero in una famiglia della middle-class abitante in Camp Street, nell'uptown New Orleans (Louisiana). Martha e Connie erano nate a Kansas City (Missouri), Helvetia a Birmingham (Alabama). Iniziarono a farsi conoscere a New Orleans quando erano ancora poco più che adolescenti. In quegli anni presero parte a spettacoli in teatri e stazioni radiofoniche locali.
Il loro primo disco lo incisero per la casa discografica Victor Talking Machine Company nel 1925. Non ottennero il successo sperato su scala nazionale e dovettero aspettare cinque anni per arrivare alla notorietà dopo essersi trasferite a New York. Qui poterono lavorare per network radiofonici nazionali ed incidere dischi per la Okeh Records e per la Brunswick Records (per quest'ultima casa discografica dal 1931 al 1935).
Molte delle loro incisioni discografiche per la Brunswick Records sono considerate pietre miliari nell'ambito della registrazione vocale di musica jazz. In particolare, la rielaborazione che Connee Boswell apportava a melodie e ritmi di canzoni popolari contribuì a farle apprezzare da un vasto pubblico.
Le Boswell Sisters sono state dei veri e propri talenti musicali, con qualità che andavano oltre la capacità di vocalizzare armonie talvolta anche complicate. Erano tutte e tre polistrumentiste: Martha suonava il pianoforte; Helvetia ("Vet") il violino, il banjo e la chitarra mentre Connee era suonatrice di violoncello, sassofono e chitarra.
Buona parte del loro successo era dovuto anche all'arrangiamento di Glenn Miller e all'orchestrazione di artisti giovani ma già di vaglia dell'ambiente jazz newyorkese come The Dorsey Brothers, Benny Goodman, Bunny Berigan, Fulton McGrath, Joe Venuti, Arthur Schutt, Eddie Lang, Joe Tarto, Manny Klein, Dick McDonough e Carl Kress).
Tutti questi artisti contribuirono a rendere quelle registrazioni preziose come poche altre in termini di sonorità (con esiti sorprendenti specialmente se si tiene in considerazione l'epoca nella quale essi furono ottenuti).
Le Boswell furono fra i pochi artisti dell'epoca disposti a riarrangiare i loro pezzi in una chiave che risultasse più moderna. Sebbene la tendenza dell'epoca fosse piuttosto conservativa e spingesse le case discografiche, sotto la pressione dei desideri del pubblico, a mantenersi su un piano di difesa della tradizione, nel caso delle tre sorelle Boswell vi fu maggiore disponibilità a che le melodie fossero riarrangiate con mutamenti anche sostanziali, come l'eseguire la partitura un tono sotto rispetto all'originale, così come la chiave del brano poteva venire portata da maggiore a minore mentre un'analoga operazione veniva attuata sulla sezione ritmica.
Una delle tre sorelle, Connee registrò da sola diversi dischi, per l'etichetta Brunswick e, poi, per la Decca Records. Da cantante solista scelse di cambiare il nome da Connee in Connie, reputandolo più comodo e immediato per firmare autografi. È da notare che cantava seduta su una sedia a rotelle o, comunque, da posizione seduta, a causa di un'infermità che le era derivata da un incidente accaduto quando era ancora bambina (secondo talune fonti l'infermità era dovuta invece ai postumi di una forma di poliomielite da cui sarebbe stata colpita). L'infermità le impedì, tra l'altro, di recarsi all'estero per suonare negli spettacoli organizzati per le forze armate statunitensi impegnate sui diversi fronti della seconda guerra mondiale.

## Artiste innovative
Alle Boswell Sisters è attribuito un primato: quello di aver usato per prime il termine rock and roll (il genere musicale ed il ballo sarebbero giunto solo diversi anni dopo). La locuzione è citata in una loro canzone del 1934 dal medesimo titolo Rock and Roll, appunto, e si riferisce al rolling rocking rhythm of the sea, il rumore del mare e delle onde che si infrangono sulla battigia.
Complessivamente i maggiori successi delle Boswell Sisters furono venti durante gli anni trenta, incluso il principale - The Object of My Affection - inciso nel 1935. L'anno seguente, il trio venne scritturato dalla Decca Records ma il contratto fu rescisso dopo l'incisione di soli tre dischi (l'ultimo il 12 febbraio di quell'anno).

## Il film
Boswell Sisters è anche il titolo di un film musical a cortometraggio distribuito in USA nel 1933 quando le sorelle Boswell si avviavano all'àpice della carriera. Le tre cantanti erano le protagoniste del proto-video clip diretto dal regista cinematografico Monte Brice.
La sceneggiatura era firmata da Arthur L. Jarrett (responsabile dell'adattamento) e da William Rowland (autore vero e proprio dello script).
La pellicola - prodotta dalla Universal Pictures - durava venti minuti ed era girata in bianco e nero. L'audio sonoro era in monofonia mentre l'aspect ratio era pari a 1,37: 1.

## Imitazioni e notorietà successiva
Le Andrews Sisters hanno iniziato la loro carriera come gruppo imitatore delle sorelle Boswell e la stessa Ella Fitzgerald da giovane amò molto questo gruppo vocale, apprezzando in particolare le doti canore di Connee, da cui mutuò molto nel caratterizzare il proprio stile canoro. Gruppi contemporanei che si sono ispirati alle Boswell Sisters sono The Ditty Bops, The Pfister Sisters, Stolen Sweets e Boswellmania, oltre alle già citate italiane Le sorelle Marinetti. Tutti questi gruppi vocali continuano nell'opera di rievocazione delle registrazioni delle Boswell Sisters.
Nel 2001 è stato messo in scena un musical intitolato The Boswell Sisters, basato sulle vite delle tre cantanti. Prodotto dall'Old Globe Theatre di San Diego (California), il musical è stato interpretato da Michelle Duffy, Elizabeth Ward Land e Amy Pietz. La produzione è stata la medesima di quella di Forever Plaid. Lo spettacolo è stato bene accolto da pubblico e critica pur senza riuscire ad approdare a Broadway.